# Uglješa Šajtinac
Œuvres principales
- Huddersfield (2004)
- De très modestes cadeaux (2011)
- Une femme de Juárez (2017)

Uglješa Šajtinac (en serbe cyrillique : Угљеша Шајтинац ; né le 1er octobre 1971 à Zrenjanin) est un écrivain et un dramaturge serbe. Il est l'un des lauréats du prix de littérature de l'Union européenne 2014.

## Biographie
Uglješa Šajtinac a grandi avec une sœur dans une maison d'artiste, sa mère est une actrice, son père est un poète. Après avoir terminé ses études dramaturgie à la faculté de arts dramatiques de l'université des arts à Belgrade, il a travaillé au théâtre national serbe de Novi Sad de 2003 à 2005 et a ensuite été nommé professeur à l'académie des arts de l'université de Novi Sad,.
Dans une conversation qu'il a eue avec le journal Večernje Novosti, dit l'auteur d'une génération âgée de vingt ans à peine au début des guerres en Yougoslavie: Je ne pense pas que le fardeau de la vie de chaque génération soit très différent, plus léger ou plus lourd, difficile ou avec facilité à supporter. La conversation est apparue sous le titre échappe à l'histoire et les causes politiques de la migration, le destin personnel de l'individu, ses espoirs et ses expériences font l'objet d'histoires dans plusieurs de ses livres. C'est également un thème fondamental dans son œuvre primée Huddersfield, une pièce de théâtre d'abord jouée en Angleterre qui reflète la réalité sociale de son pays d'origine, dans laquelle ce thème est souvent appelé par euphémisme «la diaspora serbe». La production scénique serbe primée (prix Sterijina 2005) a été un succès depuis dix ans dans le répertoire du théâtre dramatique yougoslave de Belgrade. Cette production théâtrale a également été présentée lors de tournées d'invités à Toronto (2005), Ljubljana (2006), Zagreb (2007), le festival international de théâtre DEMOLUDY à Olsztyn (2009) et à Vienne (2012),. Le drame théâtral a également servi de modèle pour un film serbe du même nom de 2007, dans lequel l'auteur a participé à la création du scénario. Le scénario a remporté des prix aux festivals de Novi Sad (2007), Vrnjačka Banja (2007) et de Varsovie (2008). La pièce de theatre Banat a été traduite en français dans le cadre du projet Instant MIX, présentée dans deux lectures scéniques au Centre culturel de Serbie et à la Société des Auteurs et Compositeurs Dramatiques (SACD).
L'écrivain a déjà reçu plusieurs prix littéraires serbes importants, mais à un égard, il diffère artistiquement de nombre de ses collègues primés: il écrit également des livres pour enfants. En 2019, la Bibliothèque internationale de la jeunesse de Munich a ajouté son livre Une bande d'animaux domestiques indésirables (Banda neželjenih ljubimaca) à la liste des ouvrages recommandés pour enfants et adolescents. Cette liste est présentée chaque année à la Foire du livre de Francfort.
Le dramaturge a traduit la pièce de théâtre George Kaplan de Frédéric Sonntag en serbe (avec Jovana Papović).

## Éditions françaises
- Sasvim skromni darovi (2011) Publié en français sous le titre De très modestes cadeaux, traduit par Alain Cappon, Paris, Les Éditions Bleu & Jaune, 2021  (ISBN 979-10-94936-12-2)

## Œuvres sélectionnées
Pièce de théâtre
- Rekviziter (Le maître des accessoires), première au Théâtre dramatique de Belgrade, 1999
- Govorite li australijski? (Parlez-vous australien?), première au Théâtre national de Zrenjanin, 2002
- Huddersfield, première au Leeds Play House, 2004
- Banat, première au Théâtre dramatique yougoslave, 2007
- Animals (Animaux), première au Théâtre de la ville de Kruševac, 2018

Romans et nouvelles
- Čuda prirode : prilozi za odbranu poezije (Miracles de la nature: contributions à la défense de la poésie, 1993)
- Čemer : libreto za krut košmar ili roman u pričama (Malheur: livret pour un cauchemar cruel ou un roman d'histoires, 1998)
- Vok on! : manifest razdraganog pesimizma (Marcher sur! manifeste du pessimisme heureux, 2007)
- Sasvim skromni darovi (De très modestes cadeaux, 2011)
- Žena iz Huareza  (Une femme de Juárez, 2017)

Livres pour enfants et adolescents
- Vetruškina ledina (Clairière de faucon, 2006)
- Čarna i Nesvet (Le corbeau Čarna et le lombricien Nesvet, 2013)
- Banda neželjenih ljubimaca (Une bande d'animaux domestiques indésirables, 2017)
- Biće jednom (Ce sera une fois, 2020)

Pièces de théâtre pour les enfants
- Život na pustom ostrvu (La vie de Robinson sur une île déserte), première au BELEF, 2003
- Robinzon i pirati (Robinson et les pirates), première au BELEF, 2004
- Vetruškina ledina (Clairière de faucon), spectacle de marionnettes, première au Théâtre national de Zrenjanin, 2008